# Jean-Baptiste Achille Zo
Jean-Baptiste Achille Zo, más conocido como Achille Zo (1826 - 1901), fue un pintor francés de origen vasco, nacido en Bayona, Francia, y fallecido en Burdeos.

## Biografía
Muy joven se trasladó a París, donde recibirá las enseñanzas de Thomas Couture. En 1871 regresó a Bayona, donde fue nombrado director de la Escuela de Bellas Artes. En 1873 nació su hijo Henri-Achille Zo, también pintor y grabador. Más tarde se trasladó a Burdeos, ejerciendo también como director de su Escuela de Bellas Artes. Autor prolífico, se especializó en la pintura de temas "exóticos", como escenas de corridas de toros y costumbres de España y del norte de África.

## Obra
Su pintura se encuentra representada en el Museo de Orsay, París, y en especial en el Museo Bonnat de Bayona,(Francia). Entre ellas pueden citarse: El sueño de un creyente, 
(Le rêve d'un croyant), óleo sobre lienzo, pintura presentada en el Salón de París 1870. El cuadro cobró popularidad rápidamente gracias a su difusión, como tarjeta postal, a partir de una fotografía que le hiciera la compañía Goupil. La Catedral de Sevilla, óleo sobre lienzo; Flores y crisantemos en un vaso, óleo sobre lienzo; Familia de gitanos en el camino, óleo sobre lienzo, 1861 y Posada San Rafael en Córdoba, pintura al óleo realizada en 1861 (Museo Bonnat, Bayona, Francia).